# Léon Renier
Pour les articles homonymes, voir Renier.

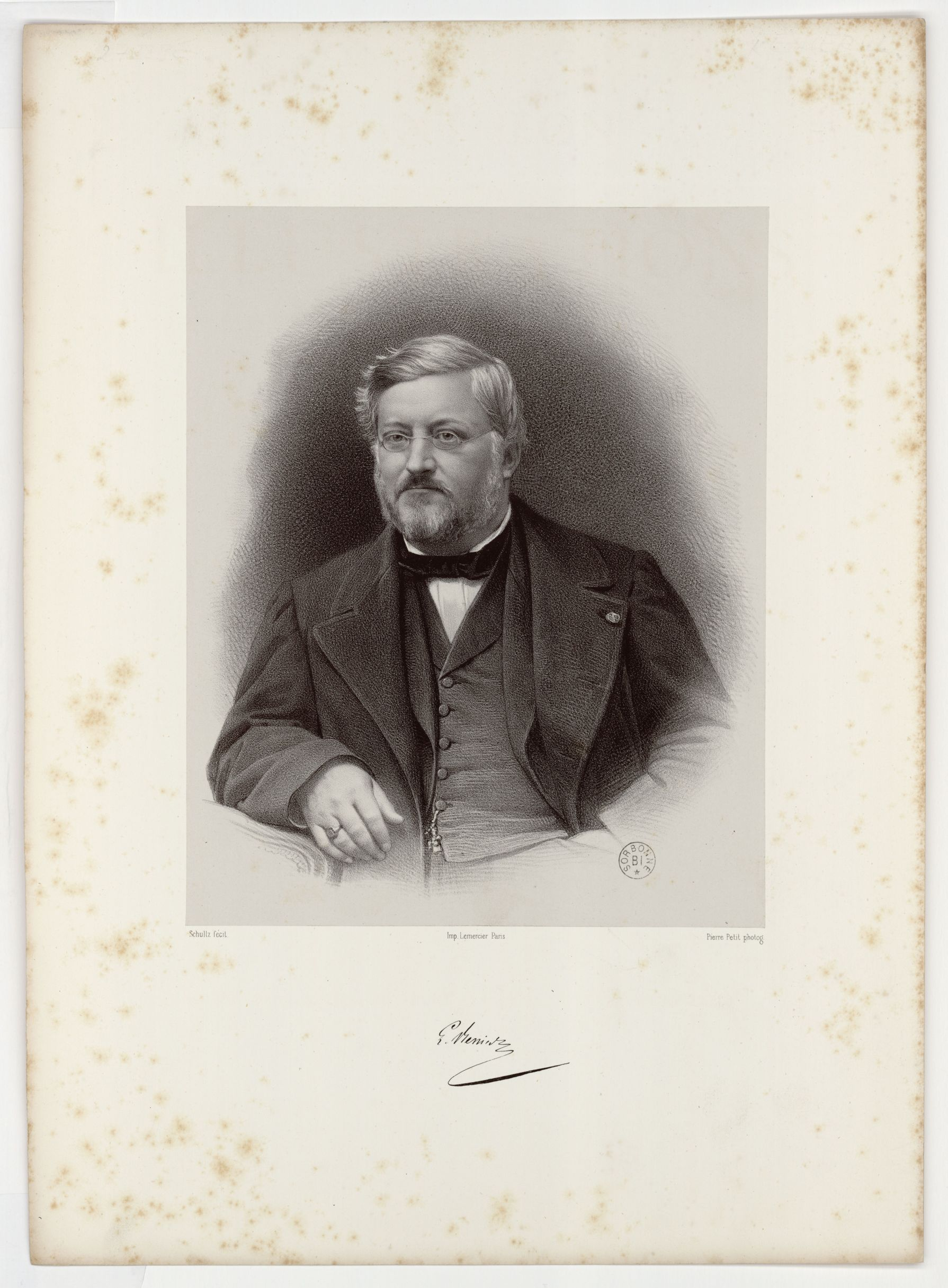
Frond, Petit & Schultz, Portrait de Charles-Alphonse-Léon Renier, 1865.

Charles Alphonse Léon Renier, né à Charleville le 2 mai 1809, mort à Paris (5e) le 11 juin 1885, était un historien français, spécialiste d'épigraphie latine.

## Biographie
Arrivé à Paris en 1838, il collabore au Dictionnaire encyclopédique de la France de Le Bas, ce qui oriente sa carrière vers la philologie et l'archéologie. Élu membre de la Société des antiquaires de France en 1845, il fonde la même année la Revue de philologie, de littérature et d'histoire ancienne et est chargé vers la même époque de diriger la nouvelle édition de l' Encyclopédie moderne de Courtin.
En 1847, il est nommé sous-bibliothécaire à la bibliothèque de la Sorbonne dont il devient conservateur-administrateur. Chargé par l'Institut, en 1850-52, de recueillir les inscriptions romaines de l'Algérie, il reçoit en outre du Comité historique la mission de recueillir celles de la Gaule et d'en préparer un corpus.
En 1856, il est élu membre de l'Académie des inscriptions et belles-lettres. Il est nommé, en 1861, à la chaire d'épigraphie et d'antiquités romaines du Collège de France et, en 1864, à l'École pratique des hautes études (section des Sciences historiques et philologiques). Il devient ensuite président honoraire de la section d’archéologie au Comité des travaux historiques, conservateur-administrateur de la bibliothèque de l’Université, président de la section des sciences historiques et philologiques à l’École pratique des hautes études, membre de la Société des Antiquaires de France.
Il a dirigé la publication du 5e volume des Catacombes de Rome et a été un des premiers envoyés en Algérie pour y rassembler et étudier les inscriptions romaines. Il a fait partie de la Commission de publication des Œuvres complètes de Bartolomeo Borghesi et a donné une édition classique de Théocrite et de plusieurs autres auteurs grecs, avec traduction.

## Ouvrages
- avec Louis Perret, Catacombes de Rome, architecture, peintures murales, lampes, vases, pierres précieuses gravées, instruments, objets divers..., 1851-1855, Gide et J. Baudry (Paris) sur BNF
- Encyclopédie moderne, Paris, 1847-1861
- Itinéraires romains de la Gaule, 133 pages, Paris, 1850
- Mélanges d'épigraphie, Paris, 1854
- Inscriptions romaines de l'Algérie, 560 pages, Paris, 1858
- Recueil de diplômes militaires, Imprimerie nationale, 1876, sur BNF
- Inscriptions inédites d'Afrique, 132 pages, Leroux (Paris), 1887
- Manuscrits de Végèce, notes et collations[3].

## Source
- A. Bitard, Dictionnaire général de biographie contemporaine française et étrangère: contenant les noms et pseudonymes de tous les personnages célèbres du temps présent, Paris, 1878 Gallica